# 두산그룹
두산그룹(斗山-, Doosan Group)은 대한민국 최장수 대기업이다. 1990년대까지 기술소재사업, 정보유통사업, 생활문화사업 등 여러 분야에서 사업을 영위하던 두산은 2001년 한국중공업, 2007년 밥캣을 인수하면서 글로벌 인프라 지원사업으로 포트폴리오를 전환했으며, 이외에도 원자력 발전, 수소연료전지, 로봇공학 등 다양한 분야에서 사업을 하고 있다.

## 역사
두산그룹은 1896년 8월 서울 종로에서 ‘박승직 상점’으로 시작했으며 국내 최장수 기업이다. 이후 1940년대 박승직의 아들인 박두병이 경영권을 넘겨 받으면서 '두산'이라는 이름을 처음으로 사용했다. 1950년대에는 무역업, OB맥주 등으로 사업의 규모를 키웠다.
하지만 1991년, 경상북도 구미시의 두산전자 공장에서 발생한 낙동강 페놀 오염 사건으로 두산 제품 불매 운동으로 위기를 겪었으며, 2010년대 들어서면서 재무구조가 악화되며 재무구조 개선 작업을 진행, 두산DST의 지분 50%(3,500억원), 한국항공우주(KAI) 지분(3,000억원), 두산인프라코어 등을 잇달아 매각했다. 최근에는 협동로봇, 수소연료전지를 포함한 신재생 에너지 등 신사업 진출에 박차를 가하고 있다.

## 연혁
- 1896년 - 박두병(朴斗秉)의 아버지 박승직(朴承稷)이 박승직 상점을 개점(개화기)
- 1915년 - 박가분 제조
- 1953년 - 두산산업 설립
- 1960년 - 동산토건(현 두산건설) 설립
- 1966년 - 합동통신 인수 → 1980년 언론 통폐합으로 인하여 연합통신과의 흡수합병으로 인해 무산
- 1967년 - 윤한공업사(현 두산메카텍) 설립
- 1974년
  - 한국오크공업(두산전자) 설립
  - 두산개발 설립
- 1975년 - 동양농산(두산타워) 설립
- 1978년
  - OB그룹에서 두산그룹으로 명칭 변경
  - 재단법인 연강학술재단(현 연강재단) 설립
- 1979년
  - 오리콤 설립
  - 두산산업 수출 1억 달러 돌파
- 1980년 - 두산텔레콤(현 두산온프라임) 설립
- 1982년 - OB베어스(현 두산베어스) 창단
- 1983년 - 중구 을지로 두산빌딩으로 본사 이전
- 1987년 - 두산기업 (현 두산큐벡스) 설립
- 1988년 - 덕수종합개발 인수
- 1990년 - 춘천컨트리클럽(현 라데나GC) 개장
- 1991년 - 두산종합기술원 설립
- 1992년 - 새 경영이념 및 사원정신 제정∙선포
- 1993년 - 연강홀(현 두산아트센터) 개관
- 1994년
  - 연봉제 실시
  - 두산정보통신 설립
- 1995년 - 한국기네스협회로부터 한국 최고(最古)기업으로 인정
- 1996년
  - 환경친화기업 최다 선정
  - 두산 창업 100주년(新 개화기), 두산 신CI 선포
- 1998년
  - (주)두산 출범
  - 우면산개발(현 우면산인프라웨이) 설립
  - 두산타워 준공
- 2000년 - 네오플럭스(현 신한벤처투자) 설립
- 2001년 - 한국중공업(현 두산에너빌리티) 인수
- 2003년 - 고려산업개발 인수
- 2005년
  - 두산경영연구원 개원
  - 대우종합기계(현 HD현대인프라코어) 인수
  - 신분당선, 네오트랜스 설립
- 2006년 - 루마니아 IMGB(현 두산IMGB) 인수
- 2007년
  - 세계일류상품 총 15 품목 보유 달성
  - 미국 잉거솔랜드사 밥캣 등 3개 사업부 인수
  - 미국 CTI 및 중국 연대유화기계 인수
- 2008년
  - 학교법인 중앙대학교 영입
  - 독일 물류장비 전문업체 ATL 인수
- 2009년
  - 사업형 지주회사로 전환 성공
  - 체코 발전설비업체 스코다파워 인수
- 2010년 - 두산파워시스템 설립
- 2011년
  - 세계일류상품 총 19개 품목 보유 달성
  - 중국 쑤저우시에 소형 굴삭기 공장 준공
- 2012년 - 영국 수처리업체 엔퓨어 인수
- 2014년
  - (주)두산, 연료전지 사업 진출
  - (주)두산, 룩셈부르크 서킷포일 인수
- 2015년
  - 로봇기업 두산로보틱스 출범
  - 영국 지게차 판매·렌탈업체 러시리프트 인수
  - 한화그룹으로부터 한컴 인수
- 2016년
  - 두산중공업, ‘원에너지시스템즈’(現 두산그리드텍) 인수
  - 두산밥캣, 한국유가증권시장에 상장
- 2017년
  - 두산중공업, 5.5MW급 해상풍력 기술 인수
  - 두산퓨얼셀, 국내 최대 규모 연료전지 공장 준공
  - 두산중공업, 美 가스터빈 서비스 업체 ACT(현 Doosan Turbomachinery Services) 인수
  - 두산로보틱스, 협동로봇 사업 진출
- 2018년
  - 두산밥캣, 인도 백호로더 공장 개소
  - 두산모빌리티이노베이션, 드론용 연료전지 사업 진출
  - 두산중공업 풍력발전 시스템 ‘국가연구개발 최우수성과’ 선정
  - 두산로보틱스, 中 협동로봇 시장 진출
- 2019년
  - 두산로지스틱스솔루션 출범
  - 수소연료전지 자회사 두산퓨얼셀 출범
  - 270㎿급 대형 가스터빈 개발 성공으로 한국 '세계 5대 가스터빈 개발국' 진입
- 2020년 - 두산에너빌리티, 美 소형모듈원전으로 1.5조원 규모 수출 본격화
- 2021년 - 분당 두산타워 준공
- 2022년 - 두산테스나 인수
- 2023년
  - 두산로보틱스, 유가증권시장 상장
  - 두산에너빌리티, 신한울 3∙4호기 주기기 제작 본격 착수
- 2024년 - 두산모트롤 출범

## 계열사와 부속기관
아래 분류는 두산그룹 사이트에 명시된 분류에 의한 것이다.
- (주)두산
  - (주)두산 전자
  - (주)두산 디지털이노베이션
  - (주)두산 유통
- 계열사
  - 두산에너빌리티
  - 두산밥캣
  - 두산밥캣코리아
  - 두산퓨얼셀
  - 두산테스나
  - 두산로보틱스
  - 두산모빌리티이노베이션
  - 오리콤
  - 한컴
  - 두산큐벡스
  - 두산베어스
  - 두산매거진
- 부속기관
  - 연강재단
  - 두산아트센터
  - 두산경영연구원

## 사회공헌활동
두산은 연강재단을 통해 다양한 장학사업 및 학술연구지원 사업을 진행하는 한편, 중앙대학교 재단으로서의 활동과 각 계열사의 개별적인 지역 연계 사회공헌활동들을 동시에 전개하고 있다.
2009년 3월에는 향후 두산그룹이 나아갈 주요 4대 경영방향 중 하나로서 ‘사회공헌활동 강화’를 명시하기도 했다.
- 대학운영지원 (중앙대학교 재단 운영), 두산아트센터 운영, 사랑의 차(茶) 보내기 운동
- 학술연구 지원: 연강 환경학술연구비, 연강학술상 수여, 장기학술연구비 지원 등
- 교육복지사업: 저소득층 방과후학교 지원, 영어엘리트 방과후학교 지원
- 교사 해외학술시찰사업: 역사/사회/과학교사 해외학술시찰
- 장학제도: 연강장학금, 두산어린이가족 장학금, 특별장학금, 중국학연구원 장학금, 해외대학 한국어과 장학금, 두산체육꿈나무 장학금
- 도서보내기 운동: 어린이 병원 학교 맞춤식 도서지원, 도서/벽지 초등학교 맞춤식 도서지원, 해외동포 도서보내기[4]

## 브랜드
- 두산
- 두산베어스
- 기스 (Geith)
- 밥캣 (Bobcat)
- 두산아트센터
- 두타 보관됨 2009-04-26 - 웨이백 머신
- 라데나골프클럽
- 더블유
- 보그
- 얼루어
- 지큐(GQ)
- 두피디아

## 스포츠
- 두산 베어스
- 두산 핸드볼

## 같이 보기
- 두산
- 대한민국의 경제